# خيسوس كوتا
خيسوس كوتا (بالإسبانية: Jesús Cota)‏ هو لاعب كرة قاعدة مكسيكي، ولد في 7 نوفمبر 1981 في ارموسييو سونورا في المكسيك.

## وصلات خارجية
- خيسوس كوتا على موقعبيزبول رفرنس.كوم (الدوري الثانوي) (الإنجليزية)